# 朝日ダム
朝日ダム（あさひダム）は、岐阜県高山市、一級河川・木曽川水系飛騨川に建設されたダムである。
中部電力が管理を行う発電専用ダムで、飛騨川流域一貫開発計画の第一弾として手掛けられた飛騨川筋では初となる大規模ダム式発電所として建設された。高さ87.0メートルの重力式コンクリートダムで、飛騨川におけるハイダムのはしりでもある。同時進行で建設された秋神ダム（秋神川）と貯水を融通し有効利用することによって、飛騨川下流の水力発電所に対して渇水期にも発電能力を維持・増強させる役割を持つ。ダムによって形成された人造湖は朝日貯水池（あさひちょすいち）と呼ばれ、通称などはない。

## 沿革

### 計画の成立まで
飛騨川は流域の大部分を中山七里や飛水峡に代表されるような険阻な峡谷を形成し、かつ飛騨山脈や木曽山脈の豪雪地帯を抱えていることで流量も豊富であった。こうした河川は水力発電を行うには極めて有利で、大正時代には富国強兵の原動力としての水力発電計画の有力地点として注目されていた。

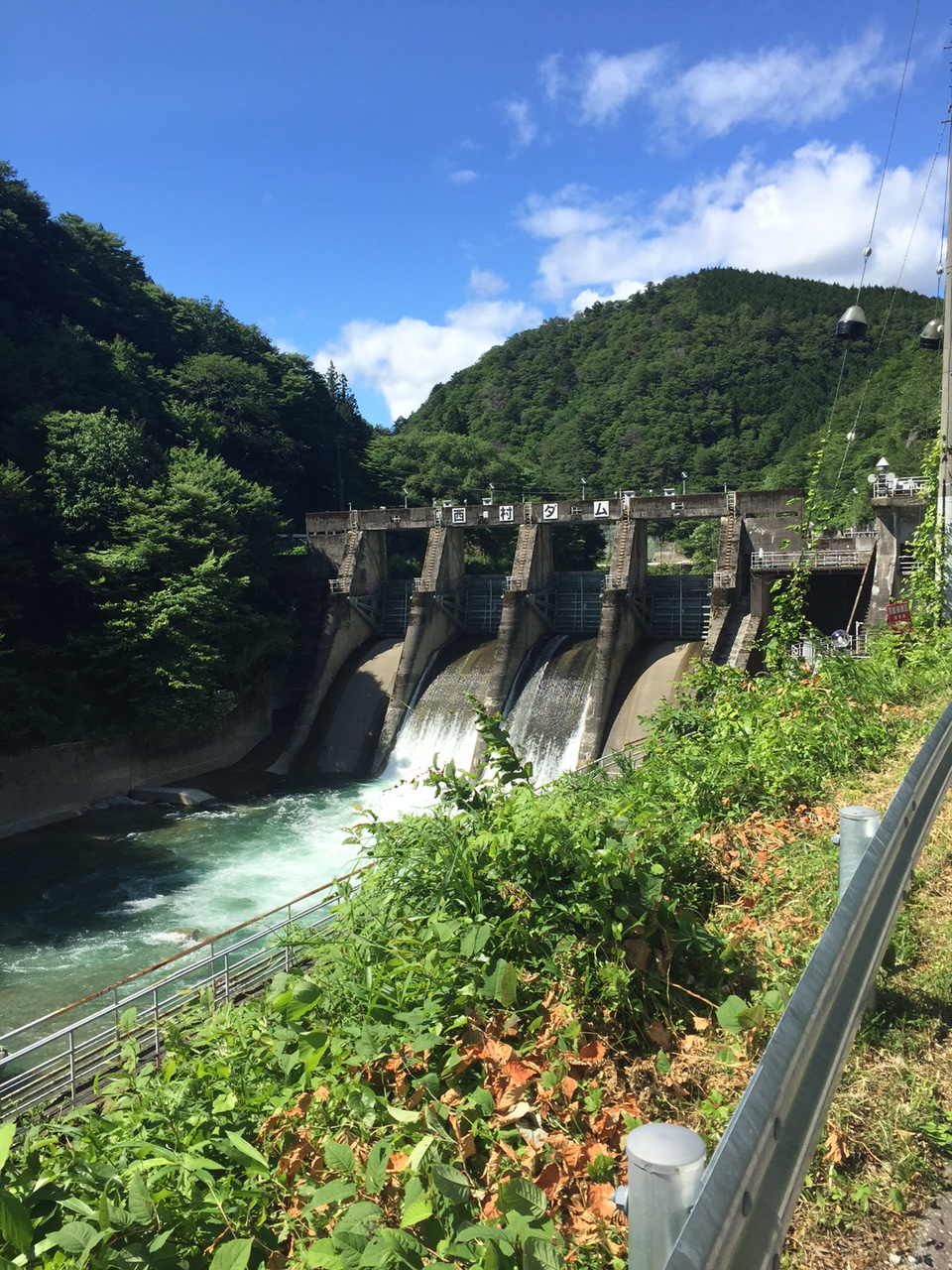
西村ダム(馬瀬川)

1919年（大正8年）、関西方面の電力会社が大合同して日本電力が発足。飛騨川上流部の電源開発事業に着手したがその三年後1922年（大正11年）、松永安左エ門を中心として東邦電力が東海地方の電力会社を糾合して発足、岐阜電力を吸収して飛騨川中流部・下流部の電力開発に乗り出した。その後両社は協議を重ねながらそれぞれの計画に影響を及ぼさない範囲内で水力発電開発を進め、瀬戸・名倉・七宗・上麻生などの水力発電所を建設し上麻生ダム・大船渡ダム・下原ダム・西村ダムなどの発電専用ダムが完成していった。
ところが昭和に入り満州事変勃発を契機に電力の国家管理が叫ばれ、同時に物部長穂（東京帝国大学教授・内務省土木試験所長）が唱えた河水統制計画が内務省の河川開発計画の根幹に据えられ、治水・利水を一貫して開発するには国家が河川開発を掌握した方が戦時体制遂行の上で得策であると軍部や内務・逓信官僚によって強権的に推進された。その結果1939年（昭和14年）に電力管理法・日本発送電株式会社法が第73帝国議会で可決・成立し、同年監督官庁としての電気庁とトラストとしての日本発送電株式会社が誕生。飛騨川筋における全ての発電施設はその既設・未設を問わず一つの例外も無く接収された。
日本発送電は「昭和14年度電力長期計画」に沿って水力発電の新規開発出力を185万キロワットと定め、これを達成するために大規模なダム式発電所を全国各地に建設する計画を立てた。木曽川水系では三浦ダム（王滝川）や丸山ダム・兼山ダム（木曽川）がこれに基づき計画されたが、飛騨川筋でも大野郡朝日村（現在の高山市）寺附地点に大規模なダム式発電所を建設する計画を立てた。これが朝日ダムの原型であり、1942年（昭和17年）より調査が開始された。ところがこの年より太平洋戦争の戦局が悪化の一途をたどり、1944年（昭和19年）8月には「決戦非常措置要領」が発令されて全ての資材・資源が戦争遂行に動員されることになったため、朝日ダムの計画は一旦中断を余儀無くされた。

### 中部電力への継承
太平洋戦争の敗戦後、酷使による故障や空襲による破壊によって電力施設は通常の六割程度にまで発電能力が減衰し、逆に制限されていた一般家庭への電力供給が再開されたことによる需要の急増で需給のバランスが崩壊。深刻な電力不足を招いた。当時電力行政を管轄していた商工省（経済産業省の前身）電力局は電源開発を早急に実施してこの問題を解決すべく水力発電計画を強力に推進した。日本発送電はこれに基づき1946年（昭和21年）1月より朝日ダムの調査を再開し、1949年（昭和24年）6月には連合国軍最高司令官総司令部（GHQ）の承認を得て9月のGHQによる建設命令によって本格的な建設事業に着手した。
ところが日本発送電は戦時体制に協力した独占資本であるとして1948年（昭和23年）2月、過度経済力集中排除法の第二次指定企業に指定された。政府や日本発送電は従来の体制を維持すべく引き延ばしを図った。だがGHQは強硬に日本発送電の再編成を主張、当時政府の諮問機関「電気事業再編成委員会」の委員長が提出した「九地域分割案」を是とする方針を示し政府にこの履行を迫った。この「九地域分割案」を提案した委員長とは、飛騨川の電源開発事業に深く関与した旧・東邦電力社長の松永安左エ門であった。
この間朝日ダム建設は停滞を余儀無くされ、さらにGHQは「九地域分割案」が具現化されるまで日本発送電への一切の事業許可を行わないと通告した。これは政府の課題である「早期の電源開発推進」が瓦解する危険性をはらんでおり、これに屈した政府は1951年（昭和26年）1月に「電力事業再編成令」を公布。日本発送電は全国九電力会社に分割・民営化された。木曽川水系では木曽川筋を大同電力の流れを汲む関西電力が継承したが、飛騨川筋については東邦電力の流れを汲む中部電力と、日本電力の流れも汲んでいる関西電力の両社が水利権の所有を巡り対立。結果政府の裁定により旧・日本電力が保有していた飛騨川の発電施設は全て中部電力が保有することとなり、これにより飛騨川流域は一貫して中部電力が水利権を所有することになった。
これ以降飛騨川の電力開発をさらに促進するために中部電力は「飛騨川流域一貫開発計画」を作成。飛騨川の本・支流に多数のダム式発電所を建設して包蔵水力を最大限開発することを基本方針とした。そしてその第一弾として朝日ダムは秋神ダムと一対の計画として中部電力によって建設が進められたのである。

## 補償
朝日ダム建設が開始された当時は、現在の水源地域対策特別措置法や電源三法といった補償対策のための法整備が全くされておらず、補償対策は事業者の努力によらなければならなかった。朝日ダムと秋神ダムは一対で一事業をなしており、飛騨川流域と秋神川流域の補償交渉が妥結しなければ建設工事には着手できなかった。だが1951年の計画変更で朝日ダムの高さを当初の72.0メートルから現在の87.0メートルにかさ上げすることになったため新たに大野郡高根村（現在の高山市高根町）33戸が水没対象になり、住民は挙ってダム計画に反対の姿勢を取った。また土地ブローカーが地価吊り上げにうごめくなど予断を許さない状況であった。
1948年8月から始めた補償交渉はダム本体がほぼ完成していた1953年（昭和28年）の秋まで、五年間にわたって続けられたが中部電力は固定資産税などの評価額によって1戸毎に補償基準額を定め、これを以って水没対象者と個別の補償交渉を実施した。同時に農業関連補償として、高根村特産のワラビ粉減産補償を農家に対して行った。この結果1953年には補償交渉が全世帯で妥結したが、柱となったのは等価交換方式に基づいた土地・家屋付きの代替地移転補償であった。また水没はしないもののダム完成によって著しく生活が阻害される残存生活者補償についても、家屋移築と土地買収を行った。
水没住民はこれにより高山市、大野郡清見村（現在の高山市）、吉城郡国府村（現在の高山市）、郡上郡高鷲村（現在の郡上市）、恵那郡蛭川村（現在の中津川市）などに移転していった。父祖伝来の地を離れるという33戸の住民の犠牲を礎に、飛騨川流域一貫開発計画は始まったのである。

## 目的

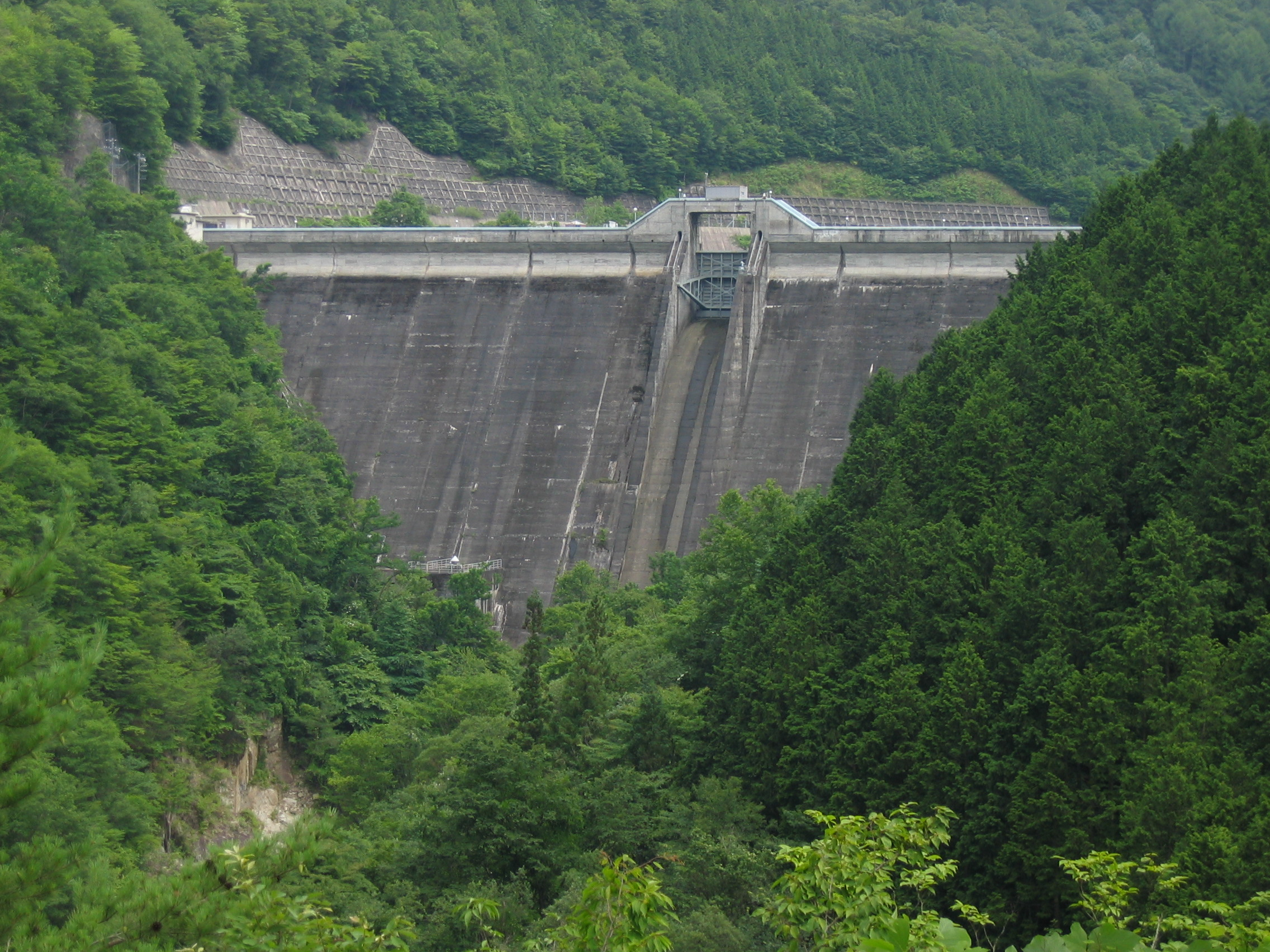
秋神ダム（秋神川）。朝日ダムとの間で貯水を融通して飛騨川下流の発電所出力を増強させる。

朝日ダムはこのようにして建設に着手することが出来たが、同時期に進められた内閣経済安定本部の木曽川水系流域計画によって、目的の変更を求められる事態になった。当時全国の河川は戦争に伴う河川整備の遅れと乱伐による森林破壊によって毎年水害の被害を受けており、食糧不足・電力不足と並んで治水対策の不備が日本経済復興の阻害要因として懸念されていた。このため経済安定本部は1949年に「河川改訂改修計画」に基づき木曽川水系の治水計画・木曽川水系流域計画を策定してダムによる洪水調節を行って治水安全度を高める方針を定めた。さらに1950年（昭和25年）には国土総合開発法が施行され、木曽川水系は治水と農地かんがい、水力発電を総合的に開発する河川総合開発事業を主柱とした木曽特定地域総合開発計画が策定された。
この計画によって多目的ダムを建設する計画が木曽川・長良川・揖斐川そして飛騨川で策定され、多目的ダム建設が最優先事項とされた。そのため関西電力が日本発送電より継承して建設を進めていた丸山ダム（木曽川）が建設省中部地方建設局（現在の国土交通省中部地方整備局）の多目的ダムとして計画変更を命じられた。そして中部電力が進めていた朝日ダムも、建設省中部地方建設局による多目的ダムとして計画変更する案が浮上したのである。この案ではダムの高さを92.0メートルとして総貯水容量を当初計画よりも約900万トン増加させて約3千440万トンとし、発電能力を19,000キロワットに落とした上で残りの貯水を洪水調節と濃尾平野へのかんがい用水供給に充てる計画であった。
この計画では秋神ダムが含まれていないため、飛騨川流域一貫開発計画の骨子が狂う危険性もあった。だがその後の計画改定で朝日ダムの多目的ダム化は立ち消えとなり、当初の計画どおり水力発電専用として計画されることとなった。そして1953年12月朝日ダムは秋神ダムと共に完成し、朝日発電所は運用を開始した。構想から10年、計画発表から7年が経過していた。また、ダム工事は冬には平均気温が零下10度に及ぶ極寒の地でコンクリートの養生対策を始め難工事が続き、27人が労働災害によって殉職した。この殉職者数は飛騨川流域一貫開発計画における事業では最も多い犠牲者数であった。なお、ダム工事の際に物資運搬用に建設された延長16キロメートルにも及ぶ大規模索道は、その後北陸電力の有峰ダム（和田川・富山県富山市）、東京電力の奈川渡ダム（犀川・長野県松本市）でも使用されている。
朝日ダムは下流にある朝日発電所によって常時6,700キロワット、最大20,500キロワットを発電する。この他秋神ダム貯水池と貯水を相互融通することで夏と冬の渇水期に下流の既設水力発電所群に安定した水量を供給し、それら発電所群の年間発生総電力量を1億1,942万キロワット/年増加させる役割を持つ。朝日ダムは発電専用であるためかんがいや上水道用水の供給は当然行わないが、渇水多発地域である東海地方の水需要に貢献する場合もある。1967年（昭和42年）5月から6月にかけて空梅雨による異常渇水が東海地方を襲ったが、中部電力は河川管理者である建設省の要請を受けて関西電力と協力して朝日ダムを始めとする全ての発電専用ダムから緊急放流を開始し、かんがい・上水道用水を補給した。発電専用ダムの場合、こうした行為は発電能力の減衰に直結するが下流受益地への貢献として例外的に実施した。このような例は近年では2005年（平成17年）吉野川における渇水で四国の水がめである早明浦ダム（吉野川）が枯渇した際に四国電力が実施している。

## 朝日ダム濁水問題

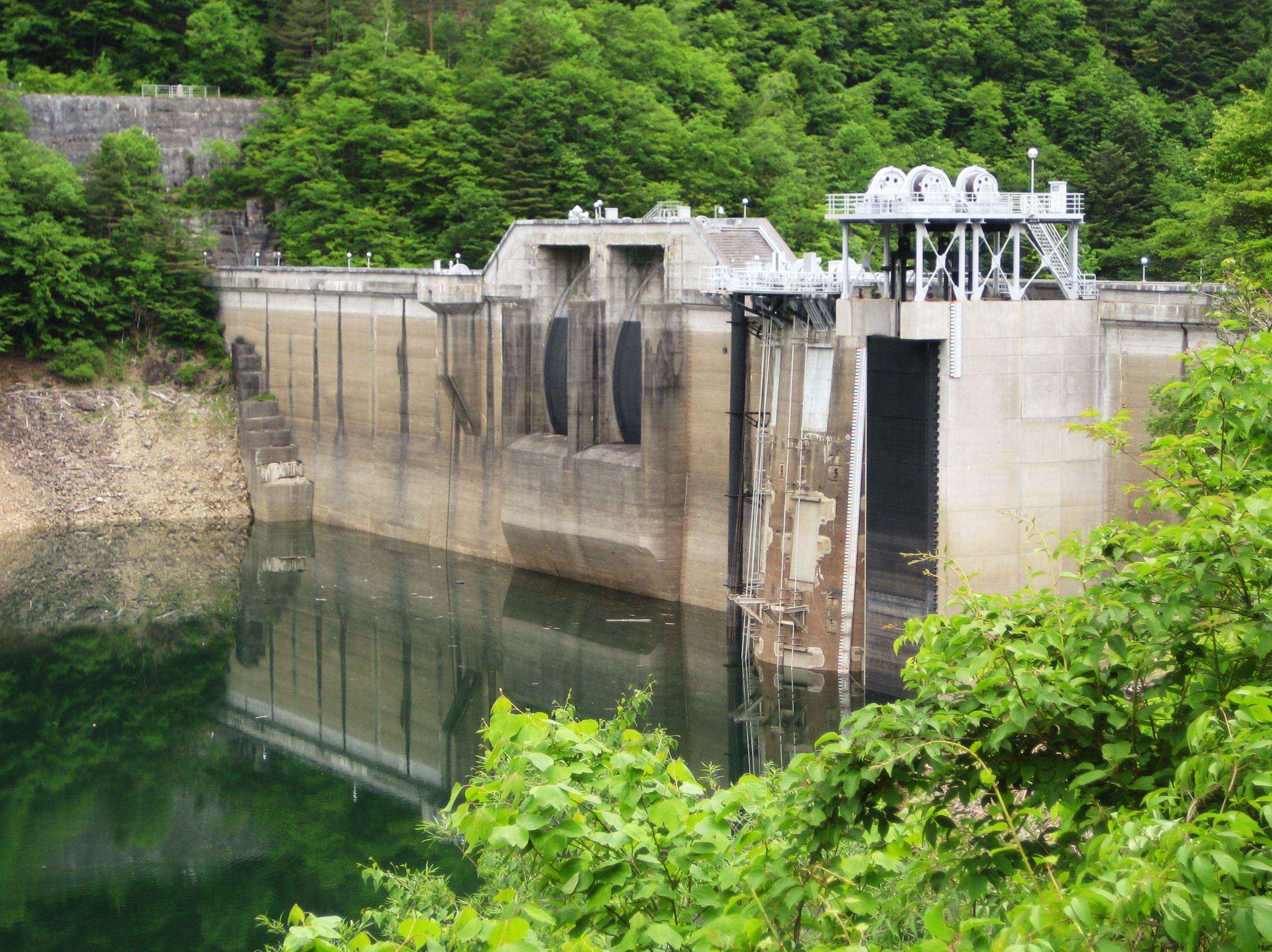
朝日ダム取水設備

朝日ダム建設・管理において漁業問題は避けて通れない問題であった。建設の際には飛騨川の漁業権を持つ益田川漁業協同組合が頑強に反対した。結局1,288万円（当時）の漁業補償費とマス養殖施設費を補償することで妥結を見た。
ところが1965年（昭和40年）7月、豪雨によって飛騨川が増水した際に朝日ダムから放流された水が飛騨川に長期間濁水をもたらし、漁業に大きな影響を与えた。当時高根第一ダムが飛騨川最上流部に建設されていたが、この建設工事と朝日ダムが諸悪の原因として益田川漁協は強く反発。濁水の早期の解決を求め、これが解決されない限りは飛騨川流域における新規の水力発電事業に一切協力しないという強硬な姿勢を採った。折から1967年（昭和43年）に発生した飛騨川バス転落事故においても、濁水による捜索活動の難航が問題になっていたが益田川漁協はこの原因も朝日ダムの濁水放流が原因であるとしてマスコミなど世論に訴え、大きな社会問題に発展した。
管理する中部電力は対策として朝日貯水池に新たに表面取水設備を持つ取水塔を建設した。これは比較的澄んでいる貯水池表面の水を選択的に取水し、放流することで下流への濁水を最小限に抑える目的を持つ設備で、現在は多くのダム湖に設置されている。この対策により漁協は交渉のテーブルに着くことにはなったが、補償金を巡る対立は解消されず建設中であった高根第一ダムのコンクリート骨材（原材料）生産停止を法的手段、そして実力行使で阻止すると表明し物騒な雰囲気になった。
こうした漁協の実力行使表明に対し事態を憂慮した岐阜県は事態を収拾するため中部電力と益田川漁協間の斡旋を行い、最終的に400万円の「朝日ダム濁水損失補償」金を高根第一ダムの漁業補償金に上乗せすることで三年にわたる朝日ダム濁水問題は解決を見た。

## アクセス
朝日ダムへは名古屋市・岐阜市から東海北陸自動車道・飛騨清見インターチェンジ下車後国道158号経由で高山市内に入り、国道41号を下呂温泉方面へ進み、市内久々野地域中心部から国道361号（木曽街道）に入り野麦峠方面へ直進。道の駅・ひだ朝日村を過ぎてから国道より飛騨川沿いに道に入り、久々野ダムを過ぎて寺附へ入ると右手にダムが見えてくる。さらに直進すると朝日ダム管理所に至る。途中にはダム直下の朝日発電所へと続く道が分岐しているが、一般の立ち入りは制限されており、冒頭の写真のように巨大なダムを目前にするためには事前許可が必要である。
かつては朝日ダム沿いの道路が国道361号であったが、落石や転落の危険性が高い隘路であることから現在は秋神ダム沿いに秋神バイパスが建設され、高根・木曽町・野麦峠・松本市方面へ抜けることができる。だが、バイパスの朝日貯水池をまたぐ橋から朝日ダムへ行くことはできない。朝日ダム周辺には秋神ダムのほか高根第一ダム・高根第二ダム・久々野ダムがあり、この一帯は大ダム密集地帯でもある。